# Farías (apellido)

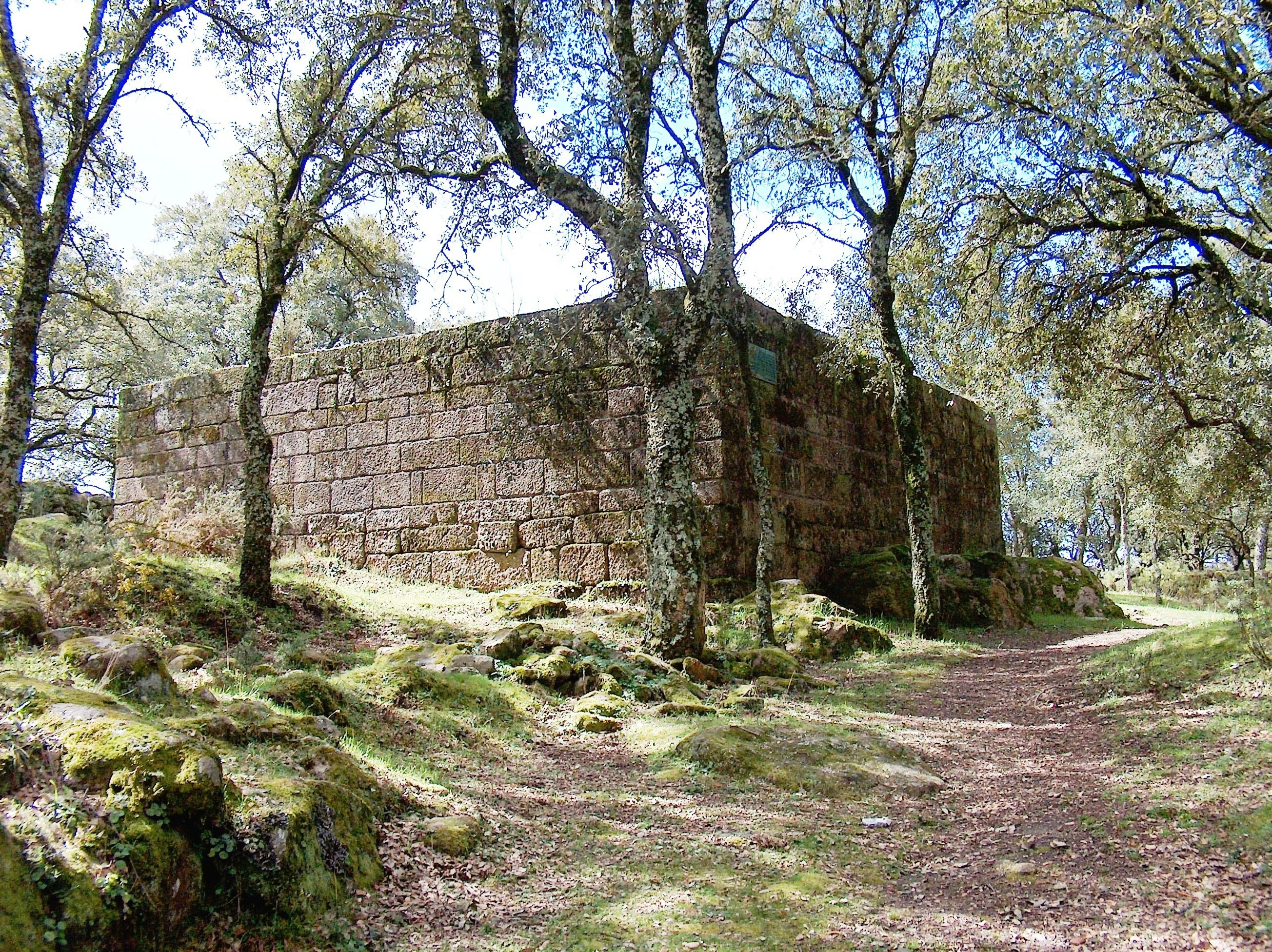
Ruinas de la antigua Torre de Faria (siglo IX)

El apellido Farías es un apellido de origen portugués (originalmente "de Faria") castellanizado en los siglos XVI y XVII y extendido por España e Iberoamérica.

## Origen geográfico

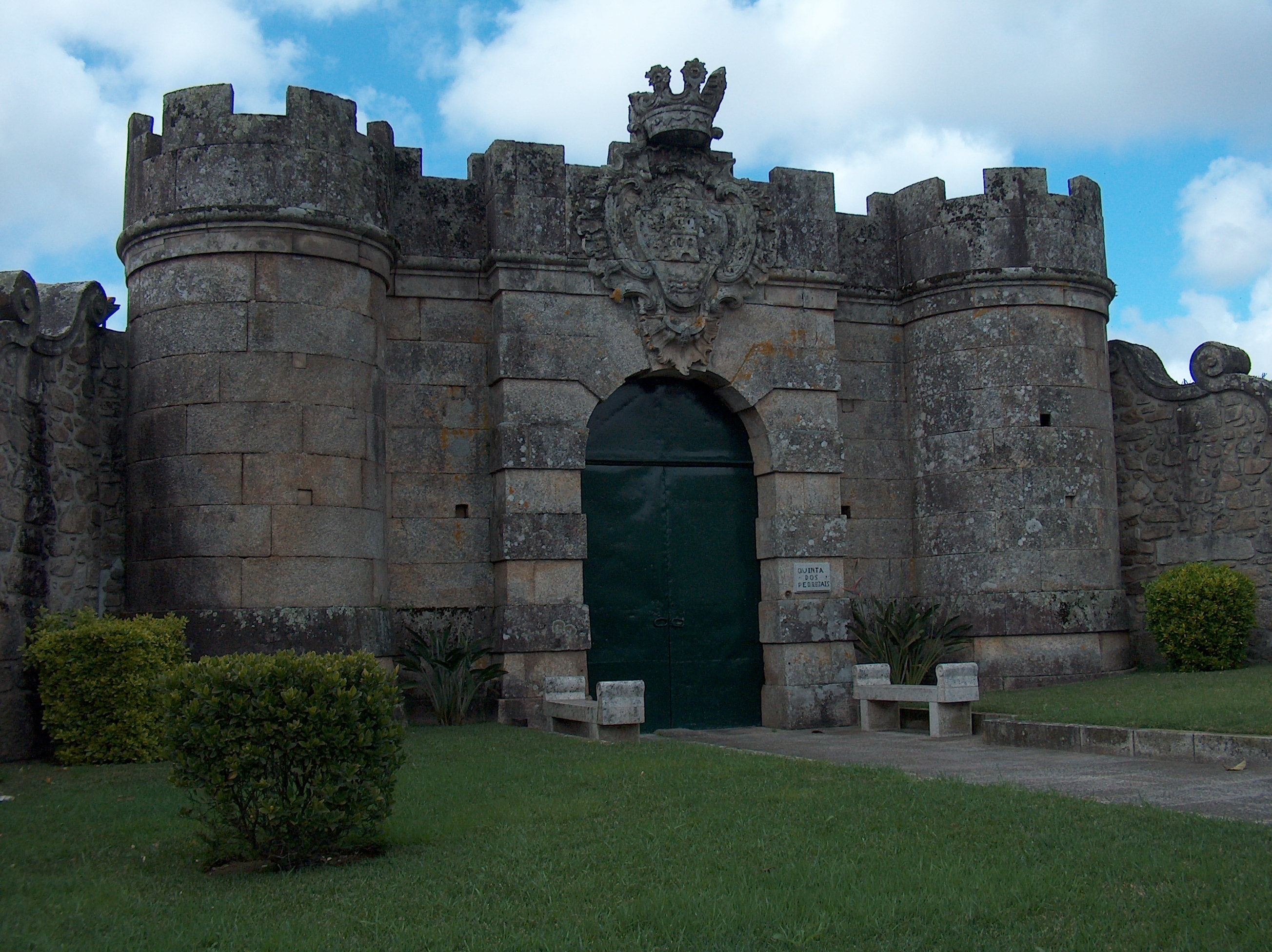
Portal blasonado de la Quinta dos Pedregais, freguesia de Faria (Braga, Portugal).

Proviene de la región portuguesa de Braga, donde aún existen las ruinas de la antigua Torre de Faria, ubicada en la freguesia de Pereira, Barcelos. La torre proviene del siglo IX, habiendo hospedado al Rey Alfonso I de Portugal. Se presume que el nombre de "Faria" viene de una derivación de "faro", nombre también utilizado en la Edad Media para las torres de vigilancia. La región alrededor del castillo fue llamada Terra de Faria por lo menos desde el siglo XII. 

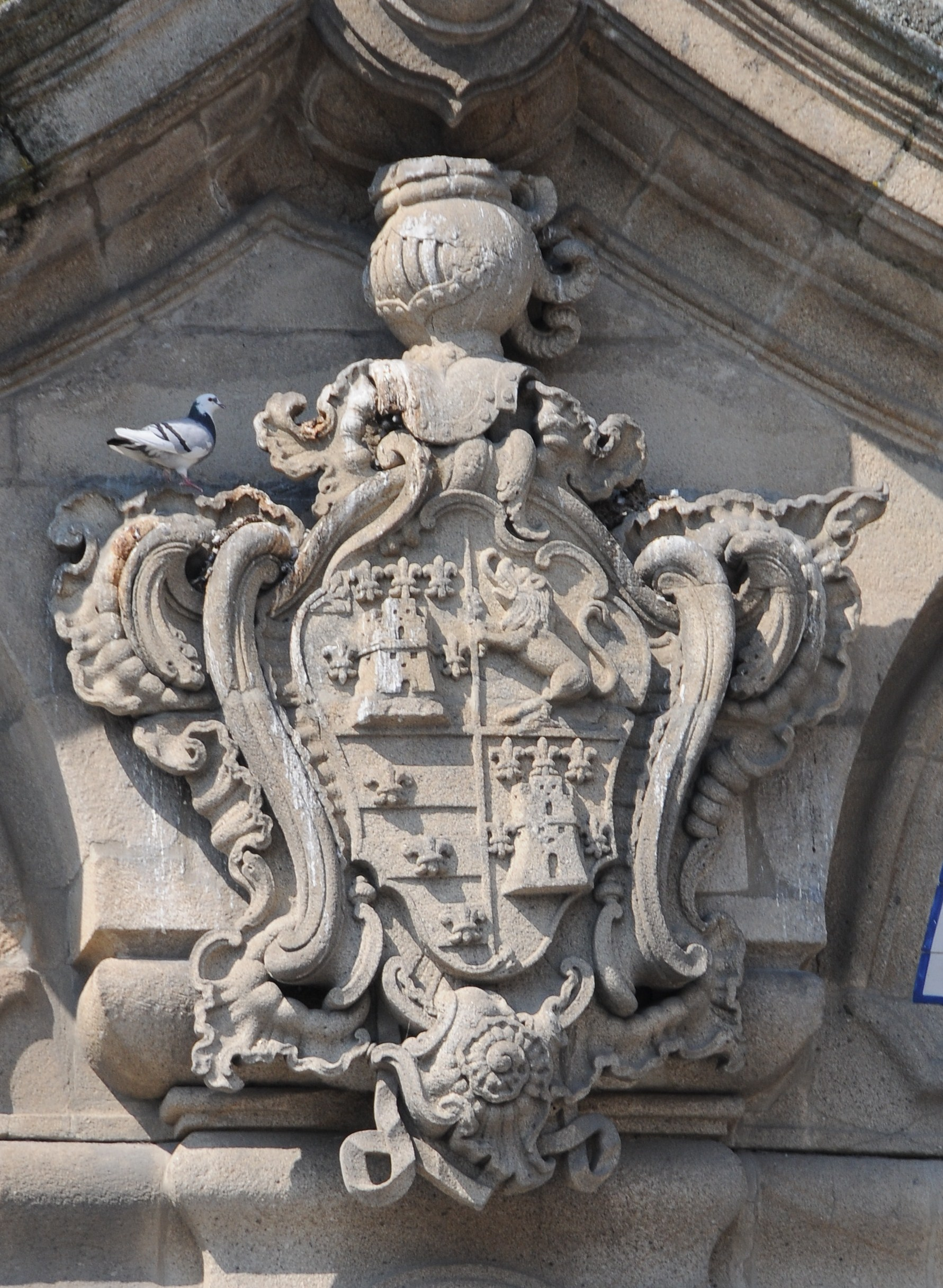
Armas de Farías en la "Casa do Mexicano" en Braga (Portugal)

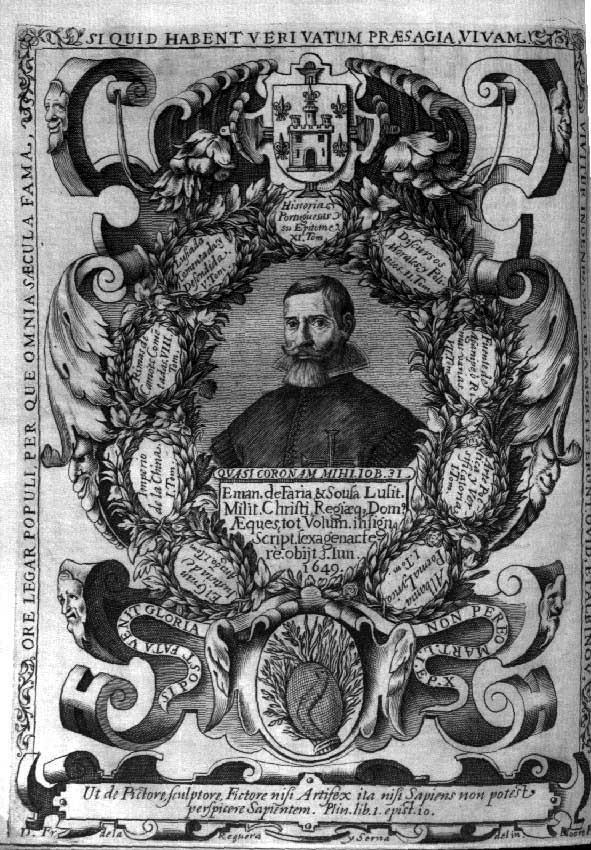
Grabado con retrato y escudo de Manuel de Faria e Sousa

## Leyenda de Don Nuno Gonçalves y fundación del apellido
En el siglo XIV, el Castillo de Faria le fue encomendado al alcaide Don Nuno Gonçalves Ferreira, perteneciente al noble linaje medieval de los Ferreira, quien tras su heroica defensa del castillo sería conocido como Nuno Gonçalves de Faria. De acorde a la leyenda, el castillo estuvo asediado en tiempos de la segunda guerra entre el rey Fernando I de Portugal contra el rey Enrique II de Castilla. Las tropas castellanas, comandadas por don Pedro Rodríguez Sarmiento, invadieron la frontera norte de Portugal, avanzando por Viseo, rumbo a Santarén y Lisboa, mientras una segunda columna entró desde Galicia hacia Miño. Saliéronle al encuentro las fuerzas portuguesas oriundas de Oporto y de Barcelos, entras las cuales se encontraba un destacamento comandado por don Nuno Gonçalves Ferreira, alcaide del Castillo de Faria. Tras la victoria castellana, uno de los capturados fue el famoso "alcaide de Faria", quien temeroso de que su vida fuese utilizada como moneda de trueque por los castellanos, diseñó una complicada estrategia, convenciendo al comandante de Castilla que lo llevara ante su hijo don Gonçalo Nunes, quien actuaba como jefe de guarnición en el castillo, con el pretexto de convencerlo a la rendición. Una vez delante del castillo, don Pedro Rodíguez Sarmiento amenazó al hijo del alcaide que mataría a su padre si no rendía el castillo, a lo que don Nuno Gonçalves respondió a su hijo que no rindiera el castillo bajo ninguna circunstancia, so pena de maldición. Don Pedro Rodríguez, sintiéndose engañado por Don Nuno, lo mató delante del castillo, bajo la mirada de su propio hijo, indignando a las tropas portuguesas de Faria, quienes en nombre de don Nuno resistieron heroicamente el asalto. El episodio fue narrado por Fernão Lopes, pero hecho famoso por Alexandre Herculano en sus "Lendas e Narrativas".
Desde entonces, Don Nuno Gonçalves Ferreira fue conocido como Don Nuno Gonçalves de Faria, y su hijo como Don Gonçalo Nunes de Faria, quedándose el mote como apellido para las sucesivas generaciones. De igual manera, el linaje adoptó un nuevo escudo de armas, conmemorando la heroica defensa del castillo. 

## Toponimias
- La antigua freguesia de Faria en Portugal, actualmente parte de la freguesia de Milhazes, Vilar de Figos e Faria.
- El municipio de Paulo de Faria en Brasil, en honor al aviador Paulo de Faria.
- La parroquia de Faría en Venezuela (en honor al prócer Francisco María Farías).
- El Paso Farías, localidad en Uruguay.
- Estadio Elmo Serejo Farias en Distrito Federal (Brasil), en honor a Elmo Serejo Farias, gobernador del Distrito Federal.
- La Avenida Brigadeiro Faria Lima en São Paulo (Brasil), en honor a José Vicente Faria Lima.
- Estación Faria Lima de São Paulo (Brasil), en honor a José Vicente Faria Lima.
- El Parque lineal de Garcia Fària en Barcelona (España), en honor a Pere Garcia Fària.
- El pueblo de Gómez Farías y el municipio de Gómez Farías en Chihuahua (México), en honor a Valentín Gómez Farías.
- El municipio de Gómez Farías en Jalisco (México), en honor a Valentín Gómez Farías.
- El municipio de Gómez Farías en Tamaulipas (México), en honor a Valentín Gómez Farías.
- Estación Gómez Farías de Ciudad de México, en honor a Valentín Gómez Farías.
- El buque ARM Farías de la Armada Mexicana, en honor a Valentín Gómez Farías.
- La escuela Francisco Farías Elementary School de Laredo, Texas, en honor a Juan Francisco Farías.